# BlöZinger

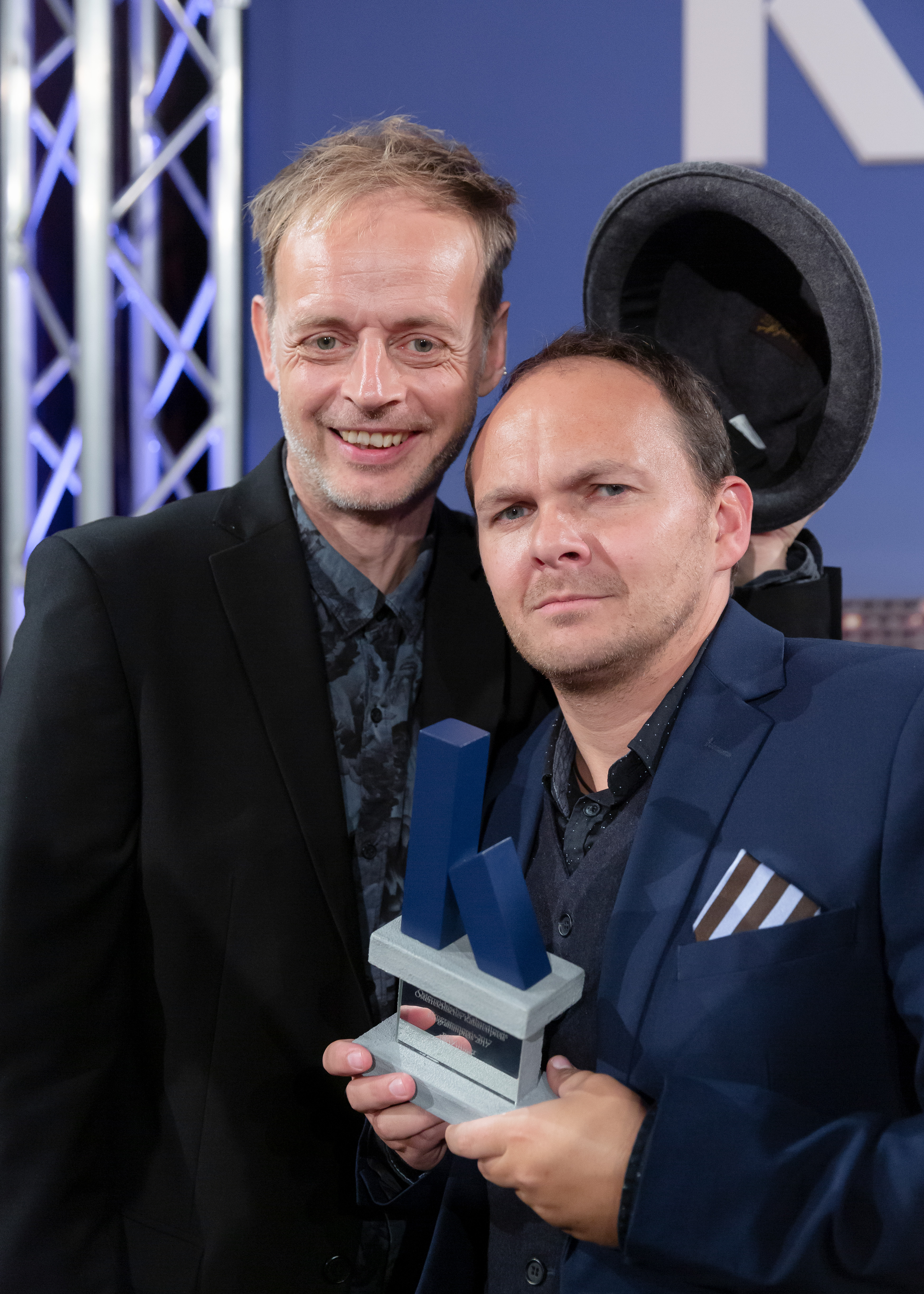
BlöZinger (li. Roland Penzinger, re. Robert Blöchl), beim Österreichischen Kabarettpreis 2017

BlöZinger ist ein österreichisches Kabarett-Duo, gegründet 2004, bestehend aus Robert Blöchl und Roland Penzinger. 

## Robert Blöchl
Robert Blöchl ist Lehrer für Englisch, Musik und Religion. Seit 2000 engagiert er sich als Dr. Sommersprossi bei den „CliniClowns“ und war im Ensemble des Improtheater „Meet the Monster“ in Wien. Robert Blöchl lebt und arbeitet in Wien.

## Roland Penzinger
Roland Penzinger gründet 1996 den „Circus SOBINI“ und fungiert bis 2002 als Circusdirektor. Seit 1997 tritt er als Straßenkünstler mit „Blamage pour Gage“, „Balduin“ und dem „Circus Sobini“ auf, seit 1998 ist er als Dr. Penizilini bei den „CliniClowns“ aktiv. Ab 2003 spielt Penzinger beim Improtheater „Meet the Monster“ und „Twisted Theater“, beide Wien. Roland Penzinger lebt und arbeitet in Wien.

## Kabarettprogramme
- 2004: „Beziehungswaise“. Eine Reise in die Welt des Beziehungswahnsinns
- 2006: „Ohne Gewehr“. Eine Reise in die Welt der Superhelden
- 2008: „B*Zug“. Eine Reise in die Welt der Gedankenfreiheit. Regie: Günther Lainer
- 2010: „Und wenn sie nicht gestorben sind“. Eine Reise in die Welt der Märchen. Regie: Peter Wustinger
- 2012: „ERiCH“. Eine Reise in die Welt des Familienwahnsinns. Regie: Peter Wustinger
- 2014: „Kopfwaschpulver“. Eine Reise in die Welt der LiteraturheldInnen. Regie: Peter Wustinger
- 2016: „Bis Morgen“[3]
- 2019: „Vorzügliche BetrACHTungen“. Ein Best of. Regie: BLÖchl & penZINGER
- 2021: „Zeit“
- 2024: „Das Ziel ist im Weg“

## Anerkennungen
- 2004: Goldener Neulingsnagel[4]
- 2005: Steyrer Kleinkunstpreis[5]
- 2008: Ennser Kleinkunst Kartoffel[6]
- 2008: Hirschwanger Wuchtel[7]
- 2011: Goldener Kleinkunstnagel[8]
- 2013: Förderpreis des Österreichischen Kabarettpreises für das Programm „ERiCH“[9]
- 2017: Mostdipf-Preis[10]
- 2017: Österreichischer Kabarettpreis – Programmpreis
- 2018: St. Ingberter Pfanne – Hauptpreis
- 2019: Deutscher Kleinkunstpreis – Sparte Kleinkunst